# Provincia de La Romana
La Romana es una provincia ubicada en la costa este de la República Dominicana, Su capital es  la ciudad del mismo nombre. Es conocida por ser un importante destino turístico debido a sus hermosas playas, resorts de lujo y campos de golf. La provincia de La Romana cuenta con una población de alrededor de 379,038 habitantes y es un importante centro económico y turístico en la región.

## Municipalidades
- La Romana
- Caleta (Distrito municipal)
- Guaymate
- Villa Hermosa
- Cumayasa (Distrito municipal)

## Informaciones generales
Fecha de creación de la provincia: La provincia fue creada y entró en vigencia en 1 de enero del 1961 después que la antigua provincia La Altagracia se separara en dos, cuya capital fue la ciudad La Romana, en las Provincia La Romana y la nueva Provincia La Altagracia.
Límites: limita por el norte con la provincia El Seibo, por el este con la provincia La Altagracia, al sur con el Mar Caribe y al oeste con la provincia San Pedro de Macorís.
Región y división política: forma parte de la Región VIII - Yuma.
La Romana es la tercera provincia de menor extensión del país, con 653.95km² y ocupa el 1.3% del territorio nacional.
La división política de esta provincia es de las menos complejas del país. Se compone de 3 municipios: La Romana, Guaymate y Villa Hermosa (Erigida como municipio en el año 2004) y con los distritos municipales de Caleta y Cumayasa. La Romana es el municipio cabecera.
Llama la atención en La Romana el hecho de que existan dentro de su división política tantos parajes llamados "bateyes". La razón de este fenómeno es que la mayor parte del territorio provincial está dedicado a la siembra de caña de azúcar. Los bateyes son colonias de braceros que se establecen en lugares ubicados adecuadamente para el manejo de las labores agrícolas de la caña de azúcar. En los bateyes hay viviendas y facilidades para labores agrícolas, como centros de acopio, balanzas, etc..

## Clima
La temperatura promedio anual de la provincia es de 26.3 °C. La precipitación promedio anual de lluvias es de 1040 mm. Debido a la regularidad del terreno, no se advierten diferencias significativas de ambos valores en los municipios que integran la provincia.
Bateyes y parajes

## Hidrología
Los principales ríos son Cumayasa, La Romana (o Río Dulce) y Chavón.

## Economía
La principal actividad agropecuaria es la producción de caña de azúcar seguida de la ganadería vacuna, tanto de leche como de carne. En cuanto a industrias, la principal es la producción de azúcar. El turismo es de suma importancia ya que cuenta con hermosas playas, hoteles, restaurantes, giftshop, lugares de diversión.
La economía de La Romana se basa principalmente en la industria azucarera, las zonas francas y el turismo. En la Romana existen todavía lo que se llama bateyes, esto se debe a la gran producción de caña de azúcar. Los bateyes son colonias de braceros, ubicados en un lugar adecuado para el manejo de las labores agrícolas de la caña de azúcar.
En estos lugares hay viviendas y facilidades para las actividades agrícolas.  La industria azucarera es el mayor empleador privado del país, con 25 mil trabajadores entre obreros y personal de las oficinas.
El turismo también es un factor importante para esta provincia porque gracias a la cantidad de hoteles y atractivos turísticos genera ingresos para la provincia y muchos empleos para las personas que habitan en la Romana. La compañía Central Romana es una empresa Agro-Industrial, turística y trabaja en zonas francas; esta emplea a más de 25,000 personas.

## Turismo
Una gran cantidad de turistas visitan brevemente la ciudad gracias a los cruceros del Caribe que atracan en el Muelle de la Marina de Casa de Campo, ubicado en la ciudad de la Romana, los cuales pueden durar desde horas hasta días en la ciudad como visita.
En La Romana hay una fuerte actividad turística, en la ciudad de La Romana, Altos de Chavón, la Isla Catalina, el complejo turístico Casa de Campo, el Puerto de La Romana y en el Aeropuerto Internacional de La Romana.
En esta provincia también se encuentra Altos de Chavón, pequeña localidad es ni más ni menos que una imitación a un pueblo mediterráneo español o italiano de casas construidas en piedra caliza. Es refugio de muchos artistas internacionales y desde el pueblo hay unas vistas fantásticas del río Chavón. El pequeño pueblo de Altos de Chavón cuenta con varios restaurantes, una iglesia donde célebres personajes han contraído matrimonio, boutiques de lujo, un Museo Arqueológico Regional con una gran colección de objetos taínos..
Además de todo esto Altos de Chavón cuenta con un espectacular anfiteatro de piedra, al más estilo romano, con aforo para 4.000 personas. El anfiteatro se utiliza para celebrar diferentes eventos y conciertos. Frank Sinatra junto a Carlos Santana fueron quienes efectuaron el concierto inaugural. Julio Iglesias, Juan Luis Guerra, Marc Anthony, y famosos cantantes y bandas de merengue, salsa y bachata han actuado en este lugar.
Otro atractivo turístico de la zona es su arquitectura en piedra le da un aire colonial que vislumbra a quien le visita, Altos de Chavón cuenta con la escuela de arte y diseño de mayor prestigio del Caribe, esta escuela de diseño tiene una afiliación con Parsons School of Design de Nueva York lo cual da mayor preparación a los egresados de ésta. Además, esta villa esta anexa al complejo turístico de Casa de Campo.
A tan sólo 20 min de La Romana se encuentra Bayahibe, una pequeña población de pescadores en la provincia La Altagracia, donde se encuentra una de las playas más bonitas del este: la playa de Bayahibe. La playa Dominicus es otra de las más populares en la zona. Desde ambas y también desde el puerto de La Romana zarpan barcos, catamaranes y lanchas hacia Isla Saona e Isla Catalina. La isla Saona es más grande en superficie que la Catalina y se encuentra dentro del Parque Nacional del Este. Isla Saona es una belleza, mejor dicho un paraíso donde se puede disfrutar de sus hermosas playas, ver los manglares, practicar buceo y otros deportes acuáticos. Hay muchas agencias locales donde podrás contratar pasar un día entero en cualquiera de las dos islas.
La Isla Catalina, que se localiza al sur de la playa La Caleta, tiene sus playas, que son también únicas. Es un gran centro de práctica de buceo y submarinismo. Es un buen sitio para practicar buceo y contemplar los fondos marinos llenos de bancos de peces de colores, tortugas y otros muchos seres vivos.
La Marina de Casa de Campo está ubicada en la desembocadura del río Chavón, en el mar Caribe, construido por el arquitecto italiano Gianfranco Fini. Es un club privado de yates.

## Autoridades Municipales
- Alcalde Distrital Caleta: Tury Reyes
- Alcalde Municipio Villa Hermosa: Eduardo Familia
- Alcalde Municipio Guaymate: Andrés Valdez
- Alcalde Municipio La Romana: Eduardo Kerry Metivier
- Alcaldesa Distrital Cumayasa: Leticia Hernández
- Gobernadora: Ivelisse Méndez
- Procuradora:

### Congresistas de la Provincia La Romana
- Senador: Licd. Eduard Alexis Espiritusanto (FP)
- Diputado: Eugenio Cedeño (PRM)
- Diputado: Jacqueline Fernandez (PRM)
- Diputado: Wandy Batista (PRM)
- Diputado: Carlos D Perez (FP)

## Canales de televisión
El primer canal de televisión de La Romana fue el Canal 3 de "Visión Dominicana" en el año 1990, con transmisión a través de la compañía de telecable local del mismo nombre. El primer canal de TV local con transmisión para toda República Dominicana en compañías de telecable fue Romana TV.
- Bendición TV
- Caña TV
- Cielo TV
- Enntivision
- Flor TV
- Puerto TV
- Romana TV 42
- TeleOriente
- TVO

## Emisoras de radio
- Amor FM 91.9
- Radio Bendición 95.1FM
- Delta 103.9
- FM 107.5
- 106.7 La Grande
- Tiempo 100.7FM
- Guía 97.9
- 104.3 Horizonte FM  La ruta de la Fe (Emisora Católica)
- La Kalle 96.3 FM
- Radio Ven 105.5 FM
- Radio Juventud 1250AM (La Bachatosa)

Ven 105.5 FM (Voz Evangélica Nacional 

## Equipos deportivos
- Toros del Este
- Cañeros Del Este
- Costeras del este
- Del Este Fútbol Club
- Trenes Del Este
- [https://www.instagram.com/trenesdeleste26?igsh=MTBncDNuZzB2aDVzdg== CHOLA

## Barrios y Sectores
- Altos de Río Dulce
- Bancola
- Buena Vista Este
- Buena Vista Norte
- Buena Vista Sur
- Barrio George
- Brisas del Mar
- Caleta
- Casa de Campo
- Catanga
- Chicago
- Chicago
- Don Juan Primero
- Don Juan Segundo
- El Hoyo
- El Matty Bisono
- El Tamarindo
- Ensanche Benjamín
- Ensanche La Hoz
- Ensanche La Paz
- Ensanche Quisqueya
- Ensanche Villaroll (Multifamiliares)
- Julio A. García
- La Aviación
- Las Orquídeas
- Las Piedras
- Los Colonos
- Melissa
- Papagayo
- Pica Piedra
- Piedra Linda
- Preconca
- Reparto Torres
- Residencial Costa Mar
- Residencial Las Orquídeas
- Residencial Romana
- Residencial Romana
- Residencial Romana del Oeste
- Río Salado
- San Carlos
- Savica
- Teniente Amado García
- Villa Alacrán
- Villa España
- Villa Hermosa
- Villa Nazaret
- Villa Pereyra
- Villa Real
- Villa San Carlos
- Villa Verde
- Vista Catalina

• Residencial 
victoria

## Calles principales
- Avenida Santa Rosa
- Avenida Padre Abreu
- Avenida Libertad
- Avenida Francisco Antonio Caamaño Deño
- Pedro A. Lluberes
- Gregorio Luperon
- Ing. Bienvenido Creales
- Eugenio A Miranda
- Fray Juan de Utrera
- Duarte
- Héctor P. Quezada
- Dr. Teófilo Ferry
- Castillo Márquez
- Francisco Richiez Ducoudray

## Otros datos de infraestructura turística
El 56 % de las infraestructuras turísticas de la ciudad de La Romana han sido construidas por el sector privado con ayuda del Banco Central, generando más empleos y contribuyendo al desarrollo de la provincia.
Estas infraestructuras han desempeñado las funciones para las cuales han sido creadas, sirviendo de medio de transporte y permitiéndoles el desplazamiento hacia el destino deseado en caso de las construcciones, han sido fabricadas con materiales de alta calidad para garantizar la durabilidad y seguridad de esas obras.

## Otros sectores vinculados
El ayuntamiento municipal tiene a su cargo la construcción de paseos y áreas verdes para el embellecimiento de la ciudad.

### Paseo José Martí
El ayuntamiento inauguró en noviembre del año 2003 la remodelación del Paseo José Martí que se extiende desde la esquina Castillo Márquez hasta la cabeza del puente Charles Burhdom, Carretera Romana-Higüey con un diseño que simula un barco turístico para darle la bienvenida a los turistas de cruceros.
En esta obra se invirtió 2.500.000. Fue remodelada por el arquitecto Manuel de Jesús Cedeño.

### Autopista del Coral
La Autopista del Coral es considerada como la obra de infraestructura más importante para la industria del turismo en la República Dominicana, la autopista del coral facilitará la comunicación vial entre los enclaves turísticos de La Romana, Bayahíbe, Punta Cana, Bávaro, Cap Cana, Macao y Uvero Alto, que representan alrededor de 60% de la oferta hotelera en el país.
Se calcula que alrededor de 20 mil vehículos al día transitarán por la autopista, que se terminó en 2011.

### Autovía del Este
Está proyectado el paso de la Autovía del Este por las afueras de la ciudad que facilitará el desplazamiento de turistas, este proyecto está a cargo de la empresa Concesionaria Dominicana de Autopistas Y Carreteras, S.A. El proyecto abarcará la construcción de nuevos puentes sobre los ríos: Soco, Cumayasa y Río Dulce. Esta obra tendrá 31.5 km de recorrido con un ahorro de veinte minutos en comparación con la ruta actual.
Está en construcción la carretera Romana-Higüey-Higüey-Verón y un bulevar en la Carretera Romana - Higüeral a cargo del departamento urbano del Ayuntamiento Municipal.
Participación de la Central Romana en La Construcción de Infraestructuras Turísticas.
La ciudad de La Romana experimentó sus inicios turísticos a principio del siglo XX, impulsado y desarrollado por la empresa Central Romana que construyó villas para sus trabajadores extranjeros.

## Brújula
|                             | Norte: El Seibo |                     |
| Oeste: San Pedro de Macorís |                 | Este: La Altagracia |
|                             | Sur: Mar Caribe |                     |